# Bai Chunli
Bai Chunli (白春礼) (Dandong, 1953 - ) es un científico chino, original de Manchuria. Es un académico de la Academia China de las Ciencias y de la Academia de Ciencias del Tercer Mundo. Actualmente es Presidente de la Academia China de las Ciencias y copresidente da la Asociación China para la Ciencia y la Tecnología.

## Biografía
Bai Chunli nació en Dandong, Liaoning, el 26 de septiembre de 1953, en el seno de una familia intelectual. Su padre fue maestro en una Escuela Primaria.
En 1966, asistió a la escuela media, graduándose en la escuela después. En 1970, por la Revolución Cultural. Sin embargo, aunque únicamente consiguió su certificado de estudios secundarios, durante estos tiempos difíciles, Bai Chunli, estuvo muy motivado por el estudio, pero no tuvo otra oportunidad sino de ir a trabajar en el campo y zonas montañosas como miles de jóvenes de esa época.
Aunque el trabajo era muy agotador, Bai Chunli tomó ventaja de su situación para leer libros que eran dejados por su hermano mayor, estudiando los cursos de bachillerato por su cuenta.
En 1974, luego de estar trabajando 4 años y de rendir su examen, Bai Chunli fue recomendado para seguir estudios en la Universidad de Pekín.
Bai Chunli trabajó muy duro en la universidad porque sabía que no tendría paz con otros por mucho tiempo. Se graduó en Química en la Universidad de Pekín en 1978. En 1981 obtuvo el grado de máster de la Academia China de las Ciencias, y en 1985 obtuvo el grado de Doctor, recibiendo sus grados de M.Sc. y Ph.D. del Instituto de Química CAS. Entre 1985 y 1987, trabajó con el Instituto de Tecnología de California, U.S.A., en el campo de la fisicoquímica mediante una estadía postdoctoral y una beca asociada de visita. Regresó a China en 1987, continuando su investigación en Instituto de Química CAS. De 1991 a 1992, trabajó como profesor visitante de la Universidad de Tohoku en Japón.
En enero de 1978, luego de graduarse de la universidad, Bai Chunli fue asignado al Departamento de Química Aplicada de la Academia de China de las Ciencias, siendo el inicio de su carrera de investigador en la Academia China de las Ciencias. En 1996, fue vicepresidente de la Academia China de las Ciencias; en el 2011, reemplazó a LuYongXiang como el 6.º. Presidente de la Academia China de las Ciencias.
Sus investigaciones principalmente se encuentran en el campo de la nanotecnología por microscopía de efecto túnel, centrándose su trabajo en las técnicas de microscopía de tubo y las nanoestructuras, así como la investigación en nanotecnología. Ha publicado un gran número de libros tanto en chino con en inglés. Fue miembro del comité alterno del 15.º y 16.º del Comité Central, y sexto vicepresidente de la Asociación para la Ciencia y Technología. En el 2011, fue galardonado como Miembro Honorario de la Asociación China para la Ciencia y Tecnología.
Actualmente es profesor de la Universidad de Pekín, de la Universidad de Tsinghua, de la Universidad de Ciencia y Tecnología de China, de la Universidad de Nankai y de la Universidad China de Geociencias, Fue profesor visitante de la Universidad Normal UN, Universidad de Nanjing Audit.

## Contribuciones
Durante su carrera, condujo una gran cantidad de experimentos científicos, tales como el estudio de la estructura y propiedades de catalizadores poliméricos, estructura cristalina de compuestos orgánicos por difracción de Rayos X, mecánica y conductividad de polímeros EXAFS, etc.

## Impacto social
Bai Chunli fue uno de los pioneros en el campo de la  STM.(Microscopio de sonda de barrido).

## Trabajos importantes
Los siguientes libros son parte de los más importantes trabajos compilados por Bai Chunli.
“STM and Its Application”(《扫描隧道显微术及其应用》)
“Nanometer Science and Technology”(《纳米科学与技术》)
“Observations And Control Of Atom And molecule”(《原子和分子的观察与操纵》) ic
“Research and Application of Scanning Tunneling Microscopy”(《扫描力显微术》)
“Scanning Tunneling Microscopy and its Application”(《扫描隧道显微术及其应用
》)

## Premios y reconocimientos
Premio como académico de la TWAS（Third World Academy of Sciences）发展中国家科学院（原“第三世界科学院”）
Premio como académico de la Academia China de las Ciencias 中国科学院（化学部）院士
Académico de la Academia Americana de Ciencias 美国科学院外籍院士
Miembro Honorario de la Real Sociedad Británica de Química 英国皇家化学会荣誉会士
Académico extranjero de la Academia Rusa de Ciencias  俄罗斯科学院外籍院士
Miembro Honorario de la Academia India de Ciencias 印度科学院荣誉院士

## Trabajos recientes
De acuerdo a las noticias de la Academia China de Ciencias, del 18 de febrero, en conferencia se anunció que Bai sería el líder de la Academia y Bai hizo un discurso titulado "how to lead Chinese technology", en la cual señalaba que para lo que es una persona la materia no era la determinante sino que el espíritu era más importante.
El 13 de abril, en la Ceremonia de inauguración del 28.ºEncuentro anual de la Sociedad Química China, Bai Chunli dio un discurso, revisando el gran rol que la química juega en la vida humana, resaltando la solución de problemas de seguridad pública como la misión de la Química. Cuando se refirió al Premio Nobel, Bai Chunli dijo estar convencido de su investigación en el campo de la investigación física.
Del 13 al 15 de abril, Bai Chunli viajó a Chengdu por un trabajo de investigación.
April 28tn, the Chinese academy of sciences President Bai Chunli, went to Shanghai for work research.
El 1 de mayo,  Bai Chunli asistió a la ceremonia de clausura del 14.º. Comité Sino-US llevado a cabo en Pekín, participando en importantes actividades.
El 8 de mayo, Bai Chunli, liderando el equipo del experimento neutrino de Daya Bay neutrino, compartió los cuatro aspectos exitosos del experimento con cyber ciudadanos, insistiendo que desde la perspectiva gubernamental y nacional, debería haber una visión de largo plazo y atención en investigación básica.